# Maximilian von Gagern
Maximilian Ludwig von Gagern (Weilburg, 25 marzo 1810 – Vienna, 17 ottobre 1889) è stato un politico, diplomatico e nobile tedesco.

## Biografia

### I primi anni
Figlio del barone Hans Christoph Ernst von Gagern, primo ministro del ducato di Nassau, frequentò il ginnasio a Kreuznach, a Mannheim ed a Weilburg, e studiò poi legge dal 1826 ad Heidelberg, ad Utrecht ed a Gottinga. Dopo un breve periodo a Parigi nel 1829 ricevette una posizione nel gabinetto di Guglielmo I dei Paesi Bassi. Allo scoppio della rivoluzione belga del 1830, entrò nell'esercito olandese come volontario e prese parte alla guerra contro il nascente stato belga. Nel si ritirò dal servizio militare nei Paesi Bassi, sposò Franzina Lambert, di Le Hague, e intraprese degli studi storici per qualificarsi come docente privato all'Università di Bonn. Rimase a Bonn dal 1837 al 1840. Pur da protestante, nel 1837 si schierò con l'arcivescovo di Colonia, Clemens August Droste zu Vischering, e perse pertanto il favore del governo prussiano.
Il 28 agosto 1843 decise di convertirsi al cattolicesimo. Per quanto di natura molto religiosa, era comunque cresciuto come protestante e in ambienti come i Paesi Bassi dove il protestantesimo aveva attecchito molto nelle radici della società, ma questo non gli impedì di frequentare personalità come lo storico George Frederick Böhmer che aprirono la sua mentalità alla chiesa cattolica. Studiò approfonditamente l' Imitazione di Cristo di Tommaso da Kempis, il Symbolik di Johann Möhler ed il Nuovo Testamento. La sua conversione non lo fece venir meno nel suo favore nei confronti del duca di Nassau che, nel 1844, lo nominò suo ambasciatore presso le corti dei Paesi Bassi e del Belgio.

### La rivoluzione del 1848
L'impegno di Gagern durante gli anni della rivoluzione del 1848 e del 1849 fu particolare in quanto, pur lavorando a stretto contatto col governo del Nassau, cercò di mediare la situazione col popolo e anzi di promuovere la nascita e l'adesione alla Confederazione Germanica. Prevedendo il ruolo preminente che avrebbe esercitato la Prussia nell'ambito della Confederazione, cercò di negoziare con i governi della Germania meridionale e la Prussia di modo da ottenere un passaggio uniforme e funzionale. Venne ricompensato con la nomina a uno dei diciassette agenti di governo che si occuparono di scrivere la costituzione della Confederazione a cui dovettero aderire gli stati che decisero di prendervi parte.
Venne prescelto quindi come presidente della commissione dei diciassette, ma al parlamento di Francoforte ebbe un ruolo secondario se paragonato a quello di suo fratello Heinrich. Si schierò col partito cattolico. Il 5 agosto 1848, venne nominato sottosegretario agli affari esteri sotto la guida dell'arciduca Giovanni d'Asburgo-Lorena. Lavorò alacremente per la costituzione della "piccola Germania" (ovvero l'unificazione della nazione germanica sotto la Prussia con l'esclusione dell'Austria). Quando il re di Prussia declinò la corona imperiale offertagli dal parlamento di Francoforte e ne decretò invece la dissoluzione, von Gagern ed il suo partito si dimisero dall'assemblea per protesta.

### Gli ultimi anni
Nel 1850 Gagern tornò in servizio al ducato di Nassau, ma la sua propensione per la politica della "piccola Germania" lo aveva reso inviso al duca e i circoli d'influenza iniziarono a guardare con sfavore al partito dei cattolici. Nel 1854 si ritirò dal servizio attivo nella sua patria e decise invece di porsi al servizio dell'impero austriaco. Tra il 1855 ed il 1873 collaborò attivamente col ministero degli esteri di Vienna. Dal 1860 ottenne la direzione della sala stampa del ministero degli esteri austriaco, posizione che gli consentì di avere un ruolo chiave nella politica dell'impero dell'epoca pur non prendendovi parte direttamente. Nel 1881 l'imperatore Francesco Giuseppe lo nominò membro della Camera dei signori d'Austria e nel 1888, per un breve periodo di tempo, fu ambasciatore imperiale in Danimarca.